# Anaconda (Montana)
Anaconda – miasto w Stanach Zjednoczonych, w stanie Montana, siedziba administracyjna hrabstwa Deer Lodge, położone we wschodniej części Gór Skalistych. W 2007 roku miasto liczyło 7626 mieszkańców.
Miasto zostało założone pod koniec XIX wieku. Od momentu powstania Anaconda była ważnym ośrodkiem hutnictwa miedzi, którym pozostawała do 1980 roku, gdy w mieście zamknięto ostatnią hutę.